# Davide Sorrenti
Davide Sorrenti (Napoli, 9 luglio 1976 – New York, 4 febbraio 1997) è stato un fotografo italiano naturalizzato statunitense, membro della famiglia di fotografi Sorrenti. Figlio di Francesca Sorrenti, fratello del più celebre Mario Sorrenti e di Vanina Sorrenti, era considerato un fotografo di talento e promettente membro della generazione X. Davide morì a causa di un'overdose di eroina a venti anni, solo pochi anni dopo aver cominciato la carriera da fotografo, il che portò a una massiccia campagna di boicottaggio contro il mondo della moda (sostenuta da sua madre Francesca e dall'allora presidente Bill Clinton), accusato di cercare di rendere glamour il look da drogati.

## Biografia
Nato e cresciuto a Napoli in una famiglia benestante, suo padre Riccardo era un pittore mentre la madre Francesca una fotografa e ex stilista per la Fiorucci. I suoi genitori divorziarono quando Sorrenti era ancora bambino. Nel 1982 Sorrenti si trasferì insieme alla famiglia nel quartiere East Village di New York, negli Stati Uniti d'America, in parte perché aveva la talassemia da quando aveva tre anni, e aveva bisogno di trasfusioni di sangue regolari e assistenza medica; un onere ritenuto almeno in parte la causa del suo abuso di droga. La malattia lo faceva sembrare diversi anni più giovane della sua età reale. Suo fratello Mario documentò le sue sofferenze una delle molte notti, pubblicate nel libro The Machine del 1992, riferendosi alla pompa di infusione di farmaci a cui Davide era collegato. Cresciuto in un ambiente colto, sin da giovane amava l'opera e dipingere. Da adolescente Sorrenti frequentò la Bayard Rustin High School for the Humanities a Manhattan, in quel periodo formò la crew SKE, con altri skater e graffitari (la sua tag era Argue). A scuola conobbe Richie Akiva, Justin Salguero e Shawn Regruto con il quale iniziò anche un gruppo rap chiamato The Mosaics, a causa del loro ampio mix di etnie, venendo pure notati da rappresentanti della Paisley Park Records. Il gruppo creò anche il marchio streetwear Danücht nel periodo in cui Sorrenti incominciò ad appassionarsi alla fotografia.
Ispirato dalle immagini di Juergen Teller, Nan Goldin, Craig McDean e Terry Richardson Sorrenti iniziò documentare i suoi amici nelle loro azioni quotidiane, nel 1994, sviluppando un proprio stile distintivo e personale senso della moda. Utilizzava una macchina fotografica  di tipo single-lens reflex, modello Polaroid SX-70 che portava con sé ovunque. Nel 1995 i ritratti dei suoi amici dalla SKE in un appartamento fatiscente mentre guardavano la TV e fumavano cannabis, apparvero su Interview, Detour, i-D, Surface, Dazed e Ray Gun. Sorrenti scattò le foto di campagne pubblicitarie per le aziende di moda giapponese Hysteric Glamour e Matsuda e lo stilista Marc Jacobs mostrando modelle e modelli magrissimi e dai volti persi e segnati dalla droga, nel periodo in cui la moda del Tossico Chic (Heroin Chic) incominciava a espandersi. Davide fotografò anche le modelle e amiche Milla Jovovich e Frankie Rayder e lo skater Harold Hunter. La fama di Sorrenti iniziò a crescere rapidamente negli ambienti della moda newyorkese, e gli permise nel 1996 di apparire nel celebre programma House of Style di MTV. Suo fratello Mario scattò le foto della celebre e scandalosa campagna pubblicitaria di Calvin Klein con Kate Moss e Vincent Gallo ritratti come due tossicodipendenti.
Nell'estate del 1996 si innamorò della modella Jaime King. Una delle foto di Sorrenti mostrava una giovane e scarna Jaime seduta su un divano, con i vestiti strappati circondata con i poster di celebri vittime della droga, come Kurt Cobain, Sid Vicious e Jerry Garcia. Lei eroinomane iniziò a drogarsi con Sorrenti che, malato di talassemia (gli era stata asportata la milza a dieci anni), morì di overdose pochi mesi dopo. Nelle ultime settimane della sua vita, ormai fortemente indebolito, era stato in Messico insieme a sua madre, per continuare le cure e le trasfusioni di sangue. Sorrenti morì la sera del 4 febbraio 1997 all'età di soli vent'anni di una malattia renale, probabilmente causata da una combinazione della sua malattia e il suo eccessivo uso di eroina nell'appartamento di un suo amico a Manhattan, anche se le autopsie erano incomplete. La sua morte spinse Jaime King a entrare in un centro di riabilitazione l'anno successivo per combattere la sua dipendenza da eroina e alcool.